# Estación de Komazawa-daigaku
Komazawa-daigaku (駒沢大学駅 Komazawa-daigakueki?) es una estación de ferrocarril situada en la parte oriental del barrio especial tokiota de Setagaya. Forma parte de la línea Den-en-toshi de Tokyu. Su código alfanumérico es DT04.

## Historia
La estación fue inaugurada el 7 de abril de 1977 y recibió su nombre debido a su cercanía a la Universidad de Komazawa.

## Diseño de la estación
La estación subterránea de Komazawa-daigaku se compone de un andén central que da acceso a dos vías.

## Servicios ferroviarios
| procedencia/destino              | < estación       | Línea | estación >  | destino/procedencia                 |
| -------------------------------- | ---------------- | ----- | ----------- | ----------------------------------- |
| Saginuma・Nagatsuta・Chuo-rinkan | Sakura-shimmachi |       | Sangen-jaya | Shibuya・Oshiage(Skytree)・Kasukabe |